# Trifenylmethylhexafluorofosfát
Trifenylmethylhexafluorofosfát je organická sůl se vzorcem (C6H5)3CPF6, skládající se z trifenylmethylového kationtu (C6H5)3C+ (také nazývaného trifenylkarbenium, trityl a tritylium) a hexafluorfosforečnanového aniontu PF -
6 .
Trifenylmethylhexafluorofosfát je hnědý prášek, který se snadno hydrolyzuje na trifenylmethanol. Používá se jako katalyzátor a reaktant v organické syntéze.

## Příprava
Trifenylmethylhexafluorofosfát se dá připravit reakcí hexafluorofosforečnanu stříbrného s trifenylmethylchloridem:
AgPF6 + (C6H5)3CCl → (C6H5)3CPF6 + AgCl
Dalším možným způsobem je protonolýza trifenylmethanolu:
HPF6 + (C6H5)3COH → (C6H5)3CPF6 + H2O

## Struktura a reakce
Trifenylmethylhexafluorofosfát se lehce hydrolyzuje; tato reakce je opakem jedné z metod jeho přípravy:
(C6H5)3CPF6 + H2O → (C6H5)3COH + HPF6
Pomocí trifenylmethylhexafluorofosfátu se provádí odstraňování hydridových iontů (H−) z organických sloučenin. Reakcí komplexů kovů s alkeny a dieny je možné získat allylové nebo pentadienylové komplexy.
Trifenylmethylhexafluorofosfát bývá někdy nahrazován trifenylmethylperchlorátem, který se však kvůli výbušnosti nepoužívá tak často.